# Tony DiStefano
Anthony Joseph DiStefano Jr., conegut com a Tony DiStefano   (Bristol, 6 de febrer de 1957), és un antic pilot professional de motocròs nord-americà. Va competir als Campionats AMA de motocròs entre el 1973 i el 1981 i en va ser tres vegades campió a la cilindrada dels 250cc. A banda, el 1975 va guanyar la darrera edició de la Inter-AMA. El 1999 va ser incorporat a l'AMA Motorcycle Hall of Fame i el 2009 va rebre el premi Edison Dye a la trajectòria.

## Biografia
Fill del propietari d'una botiga de motocicletes, DiStefano en va començar a conduir a una edat primerenca. Va començar la seva carrera professional el 1973 amb una ČZ privada. Durant la temporada de 1974 va liderar el campionat AMA de 500cc durant la major part de l'any, fins que una lesió el relegà al segon lloc final darrere de Jimmy Weinert. Un cop acabada la temporada, DiStefano fou seleccionat per l'AMA per a integrar la selecció dels Estats Units al Motocross des Nations, al costat de Weinert, Brad Lackey i Jim Pomeroy. L'equip va acabar en un sorprenent segon lloc, el millor resultat que havia aconseguit mai un equip americà a la prova, en uns moments en què els pilots nord-americans eren tinguts encara per menys experimentats que els seus rivals europeus.
Els seus bons resultats li van valdre un contracte amb l'equip de motocròs amb suport de fàbrica de Suzuki als Estats Units. Amb aquest equip va guanyar tres campionats AMA de 250cc consecutius entre el 1975 i el 1977. El 1975, a més, va guanyar amb autoritat la Inter-AMA de 250cc després d'imposar-se a les tres curses del campionat, esdevenint així el segon pilot nord-americà, després de Jim Pomeroy, a guanyar un esdeveniment de categoria internacional.
El 1977, al costat de Steve Stackable, Kent Howerton i Gary Semics, DiStefano va tornar a representar els Estats Units al Motocross des Nations i al complementari Trophée des Nations. L'equip de 1977 va aconseguir sengles segons llocs a ambdues proves, celebrades respectivament a França i els Països Baixos.
A finals de 1979, DiStefano es va lesionar greument l'ull en un accident mentre treballava en la construcció d'habitatges. Tot i estar gairebé cec d'un ull, va protagonitzar una agosarada tornada a les curses, però les lesions van començar a passar-li factura i es va haver de retirar de les competicions un cop acabada la temporada de 1981. Va continuar, però, implicat en l'esport i el 1982 va fundar una escola de motocròs per a pilots joves. El 1988, mentre practicava en un circuit a Nova Jersey, va caure i va patir una fractura de columna que el va deixar paralític. Actualment, Tony DiStefano continua formant pilots a les seves escoles de motocròs i viatjant pels Estats Units.

## Palmarès
Títols per any
| Any  | Equip  | Campionat     | Classe |
| ---- | ------ | ------------- | ------ |
| 1975 | Suzuki | Inter-AMA     | 250cc  |
| 1975 | Suzuki | AMA Motocross | 250cc  |
| 1976 | Suzuki | AMA Motocross | 250cc  |
| 1977 | Suzuki | AMA Motocross | 250cc  |